# Inżynieria genetyczna
Inżynieria genetyczna – świadoma i celowa (kontrolowana przez człowieka) ingerencja w materiał genetyczny organizmów, w celu zmiany ich właściwości dziedzicznych. Polega ona na wprowadzaniu do komórek organizmu, którego cechy chcemy zmienić (biorcy), określonego odcinka DNA innego organizmu (dawcy) – tzw. klonowanie DNA. Odpowiednie fragmenty DNA wycina się z DNA dawcy za pomocą enzymów restrykcyjnych. Następnie tak wydzielone fragmenty DNA wprowadza się do specjalnych przenośników (wektorów). W tej roli wykorzystywane są m.in. kosmidy, zmodyfikowane wirusy i plazmidy. Następnie wektory te wprowadzone są do komórki biorcy wraz z przyłączonym fragmentem DNA dawcy. Wektory zawierają markery pozwalające wyróżnić komórki, u których wprowadzenie obcego DNA zakończyło się sukcesem. Metody inżynierii genetycznej są już wykorzystywane do produkcji wielu lekarstw, np. insuliny, niektórych witamin i in vitro. Ma to ogromne znaczenie praktyczne. Dawniej, przed opracowaniem metody biosyntezy insuliny metodami inżynierii genetycznej, otrzymywano ją z trzustek zwierzęcych. Była to metoda bardzo droga, gdyż ilość insuliny otrzymana z jednej trzustki była niewielka, a proces jej wydzielania kosztowny. Inżynieria genetyczna wykorzystywana jest również do wytwarzania tzw. organizmów transgenicznych. Ma również duże znaczenie w rozwoju genetyki. Umożliwia bowiem poznanie funkcji pełnionych przez określone geny.

## Historia
Historia inżynierii genetycznej sięga początku lat siedemdziesiątych XX wieku. W 1972 roku Paul Berg użył zmodyfikowanego wirusa SV40 zawierającego DNA bakteriofaga λ do zainfekowania komórek nerki małpy utrzymywanych w hodowli . Kilka lat później dwóch amerykańskich biologów, Stanley Cohen i Herbert Boyer, podjęło się, jak dotąd nierealnego zadania: po raz pierwszy przenieśli ludzki gen do bakterii, pokazując, że podstawowa instrukcja życia zapisana jest we wszystkich organizmach w tym samym języku. To wydarzenie było początkiem ery inżynierii genetycznej.

## Działania w ramach inżynierii genetycznej
- izolowanie fragmentów materiału genetycznego z komórki,
- wprowadzanie zmian do informacji genetycznej,
- przenoszenie fragmentów DNA do komórek innego organizmu,
- powielanie (klonowanie) genów i całych organizmów.